# Last Girl on Earth Tour
The Last Girl on Earth Tour – trzecia oficjalna trasa koncertowa barbadoskiej piosenkarki Rihanny promująca jej czwarty album studyjny  Rated R.. Artystkę supportowały gwiazdy takie jak Pixie Lott, Tinchy Stryder, Tinie Tempah, Ke$ha czy Travis McCoy.

## Tło

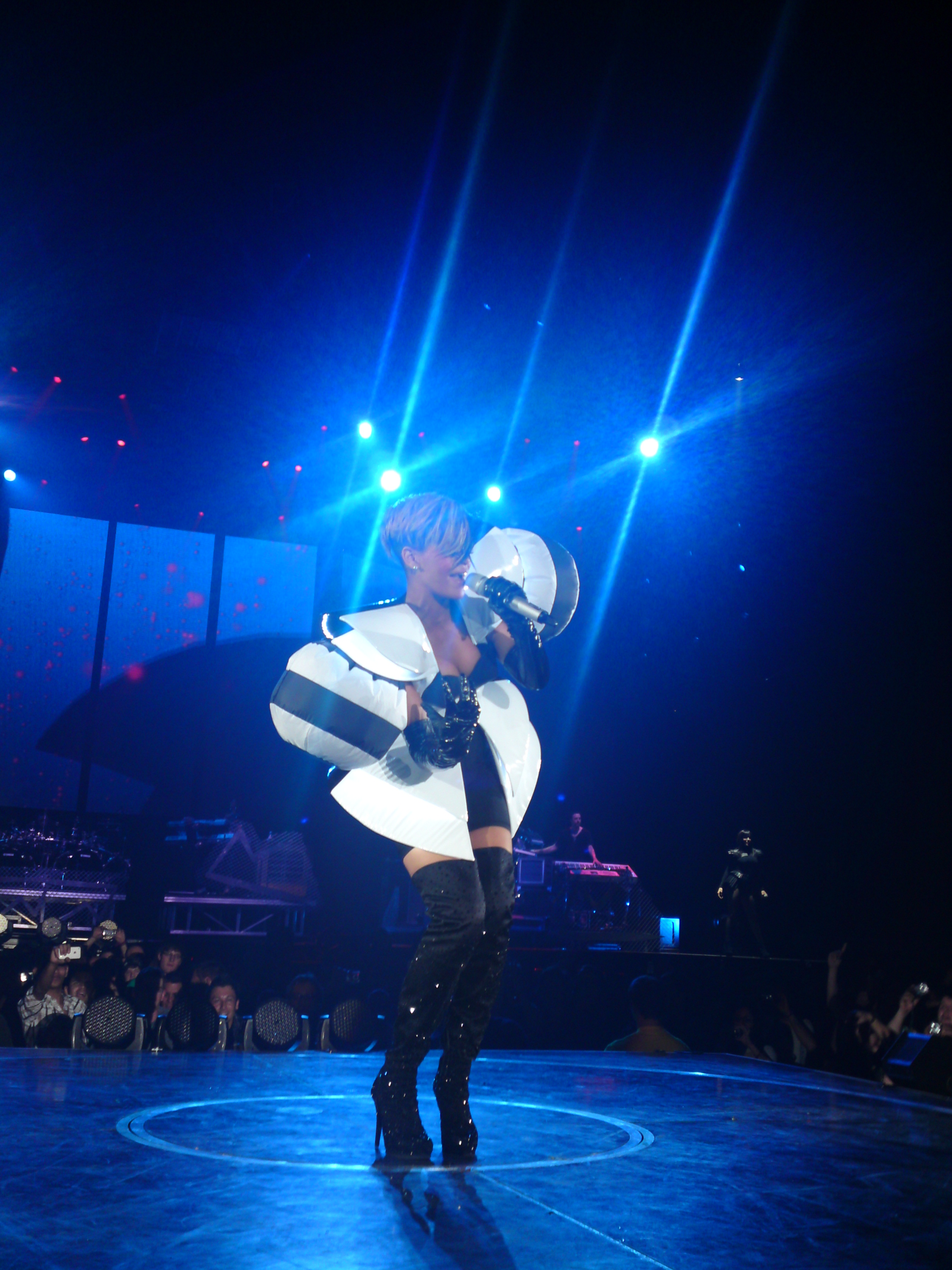
Rihanna wykonująca singel „Umbrella” w Szwajcarii.

W wywiadzie dla Entertainment Tonight Rihanna wyjaśniła, że: „Lubię myśleć o sobie jako o „The Last Girl on Earth”, bo czasami ludzie podejmują decyzje w oparciu o perspektywy innych osób i wiesz dla mnie moje życie jest moim życiem. To mój świat i mam zamiar żyć tak, jak chce. W ten sposób myślę o wszystkim, w ten sposób jestem skupiona na mnie i mojej pracy. To bardzo wąska przestrzeń na ostrość”
Trasa oficjalnie została ogłoszona 9 grudnia 2009 roku na planie do teledysku „Hard”. W tym samym miesiącu na swojej oficjalnej stronie artystka zapowiedziała daty koncertów w Europie. Pixie Lott została wybrana jako support w Wielkiej Brytanii wraz z Tinchym Stryderem i Tinie Tempah. W wywiadzie dla MTV m.in. stwierdziła: „Wychodziliśmy... z różnymi rzeczami i fajnymi pomysłami, których jeszcze nie widzieliście. Teraz jest czas na próby tych odważnych rzeczy”. Z powodu szybkiej sprzedaży biletów do trasy dołączono dodatkowy termin w Dublinie. W jednym z wywiadów Rihanna powiedziała, że mamy spodziewać się kilku sexy niespodzianek, które odbędą się na festiwalach w Wielkiej Brytanii.
W marcu 2010 roku lokalne gazety poinformowały, że Orange RockCorps będą sponsorami koncertu w Izraelu 30 maja 2010 roku, będą także rozdawali darmowe bilety osobom, które przez cztery godziny będą wolontariuszami w tym kraju.
Piosenkarka wzięła kilka lekcji gry na perkusji od Travisa Barkera perkusisty Blink-182 w Hollywood Center Studios. Umiejętność gry na perkusji została wykorzystana w coverze Sheily E. „The Glamorous Life”. W kwietniu 2010 roku ogłoszono, że koncerty w Ameryce Północnej supportować będzie piosenkarka pop Ke$ha i raperka Nicki Minaj, dwa dni później Minaj wycofała swój support, pisząc na oficjalnym blogu, że chce się skupić na wydaniu swojego albumu.

## Rozwój

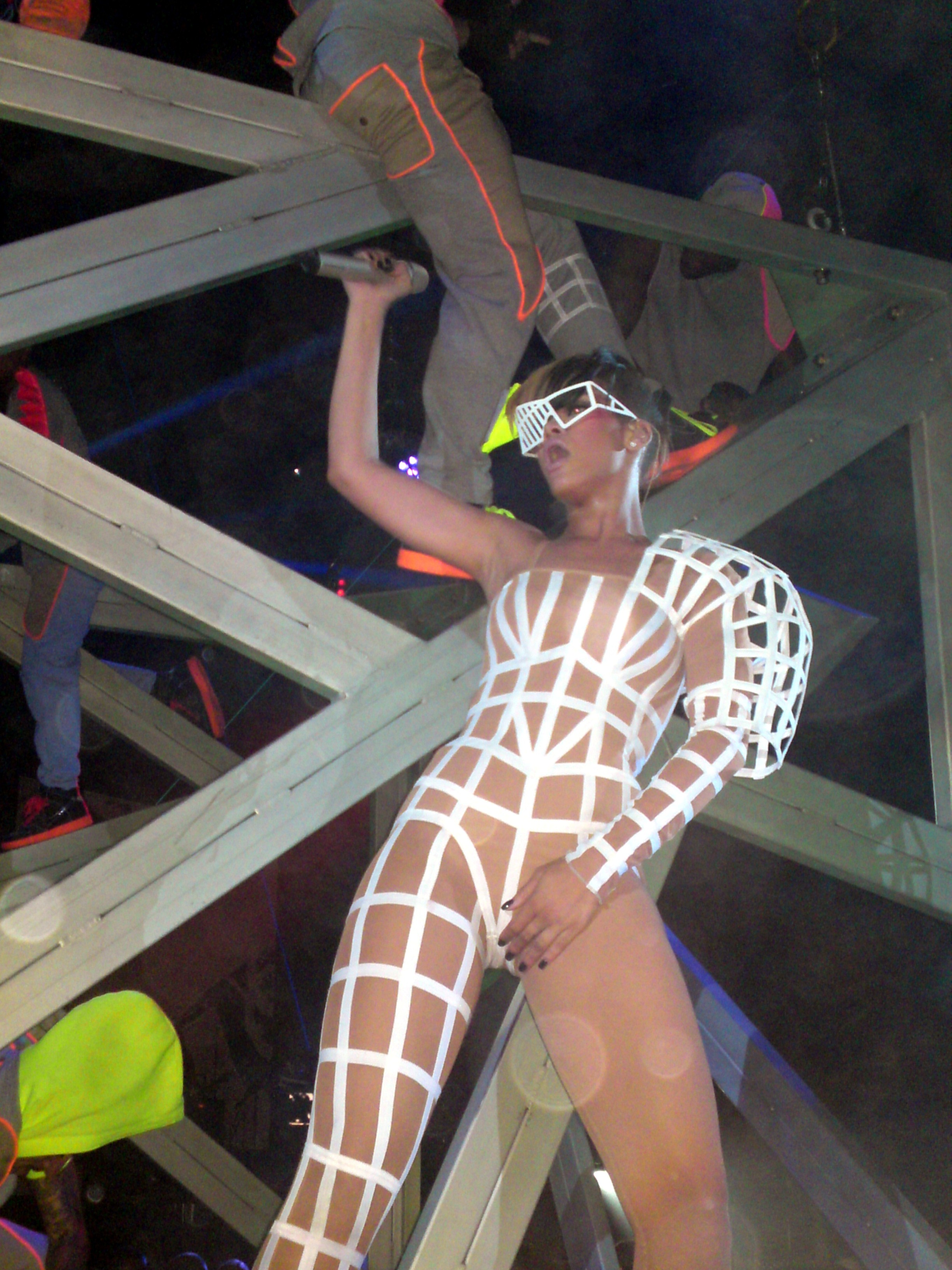
RiRi podczas „Don’t Stop the Music”.

W wywiadzie dla AOL piosenkarka powiedziała, że fani mogą się spodziewać sporego uaktualnienia w porównaniu z poprzednimi trasami. Skomentowała,
„Nigdy nie zrobiłam takiej trasy. Produkcja jest niewiarygodna, a stroje po prostu wyniosłam na nowy poziom. Wizualnie i dźwiękowo będzie to duży krok od ostatniego czasu. Po prostu jest coraz więcej masowej produkcji, że aż nie mogę się doczekać.”
Dyrektorem tour będzie Jamie King, który wcześniej współpracował z takimi gwiazdami jak: Madonna, Christina Aguilera, czy Britney Spears. Choreografem trasy została Tina Landon, która była dyrektorem i choreografem RiRi od marca 2007 roku. Piosenkarka jako dyrektora kreatywnego, zajmującego się zdjęciami do Rated R zaciągnęła Simona Hendwooda. Zaprojektował on logo Rihanny i styl czwartego albumu. W trasie będzie zajmował się on doborem strojów do poszczególnych piosenek, tłem i scenografią. Henwood powiedział m.in.:
„Rozmawialiśmy intensywnie przez kilka miesięcy przed wydaniem płyty, spojrzeliśmy na każdy etap tournée od stylizacji na etapie koncepcji do wizualizacji. [...] Istnieje wielka historia, która będzie rozwijać się w kampaniach (reklamowych), by wreszcie ujawnić się w trasie.. częściowo inspirowanej filmem The Omega Men, słowami piosenek oraz osobistymi wizjami Rihanny.”.

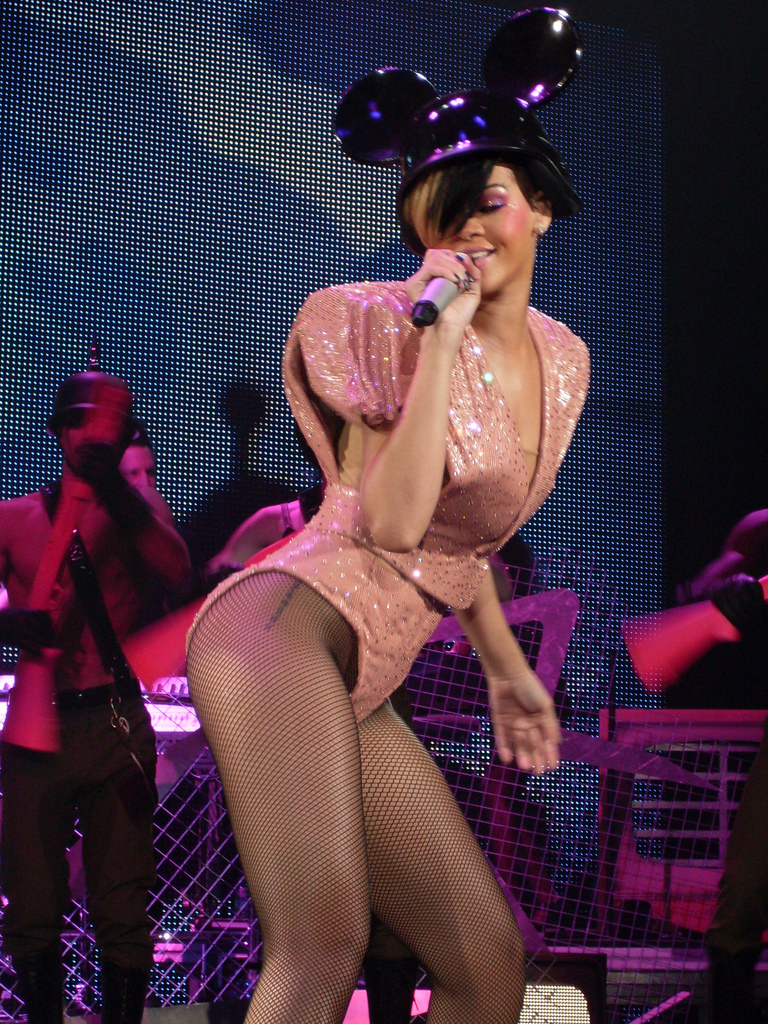
Piosenkarka w czapce Mickey Mouse’a wykonująca singel „Hard”.

Gitarzysta grupy Extreme Nuno Bettencourt podpisał umowę na prowadzenie zespołu podczas koncertów. Bettencourt powiedział, że próby były: „takie jakich się nie spodziewałem, niesamowity zespół i każdy może dodać swą ścianę dźwięku. Będzie zabawa.”

## Incydent
19 kwietnia 2010 roku Rihanna trafiła na nagłówki gazet, że po występie w Zurychu trafiła do szpitala. Z początku nie wiadomo dlaczego tam trafiła. Alenka Ambroz, szef kliniki Corporate Communications, powiedziała: „Rihanna po wypadku trafiła na pogotowie. Nie będziemy podawać żadnych szczegółów. Następnego dnia zdołała jednak wystąpić w Lyon we Francji. Rzecznik RiRi powiedział, że „Rihanna miała po prostu potłuczone żebra, poszedłem to sprawdzić, ale nie wygląda to na nic poważnego”

## Support
- Dj-Daddy K (Antwerp)
- Vitaa (Francja)[19]
- Pixie Lott (Wielka Brytania) (częściowo)[5][6]
- Tinchy Stryder (Londyn)[6]
- Tinie Tempah (Europa) (częściowo)[6]
- Houston Project (Izrael)[20]
- Vegas (Grecja)[21]
- Ke$ha (Ameryka Północna)[22]
- Travis McCoy (Ameryka Północna)[23]
- DJ Ross Rosco (Syracuse, New York)[24]
- J Brazil (Syracuse, NY)[25]
- Calvin Harris (Australia)[26]
- Far East Movement (Australia)[27]

## Setlista
Setlista wykonywana na początku trasy. Zmiany w liście utworów zawarte są poniżej.
| Europa/Azja |
| --- |
| Akt I 1. „Russian Roulette” 1 Akt II 1. „Hard” 2. „Shut Up and Drive” 3. „Fire Bomb” 4. „Disturbia” Akt III (Welcome To Rihanna’s World) 1. „Rockstar 101” 2. „Rude Boy” 3. „Wonderwall” 4. „Hate That I Love You” 5. „Rehab” Akt IV (Can You Hear Us?) 1. „Unfaithful” 2. „Stupid in Love” 3. „Te Amo” 4. „Photographs” 1 Akt V 1. „Don't Stop the Music” 2. „Breakin’ Dishes” 3. „Let Me” 4. „SOS” 5. „Take a Bow” Encore (Rihanna Rebuilt) 1. Połączenie: - „Wait Your Turn” - „Live Your Life” - „Run This Town” 2. „Umbrella” |

| Ameryka Północna |
| --- |
| Akt I 1. „Russian Roulette” 1 Akt II 1. „Hard” 2. „Shut Up and Drive” 3. „Fire Bomb” 4. „Disturbia” Akt III (Welcome To Rihanna’s World) 1. „Rockstar 101” 2. „Rude Boy” 3. „Hate That I Love You” 4. Połączenie: „Love The Way You Lie”/„Airplanes”, 5. „Rehab” Akt IV (Can You Hear Us?) 1. „Unfaithful” 2. „Stupid in Love” 3. „Te Amo” Akt V 1. „Don't Stop the Music” 2. „Breakin’ Dishes” 3. „Let Me” 4. „SOS” 5. „Take a Bow” Encore (Rihanna Rebuilt) 1. Połączenie: - „Wait Your Turn” - „Live Your Life” - „Run This Town” 2. „Umbrella” |

| Australia |
| --- |
| Akt I 1. „Only Girl (In the World)” Akt II 1. „Hard” 2. „Shut Up and Drive” 3. „Fire Bomb” 4. „Disturbia” Akt III 1. „Rockstar 101” 2. „S&M” 3. „Rude Boy” 4. „Hate That I Love You” 5. „Love The Way You Lie (Part II)” Akt IV 1. „Unfaithful” 2. „Te Amo” 3. „What’s My Name?” Akt V 1. „Don't Stop the Music” 2. „Breakin’ Dishes” 3. „Let Me” 4. „SOS” 5. „Take a Bow” Encore 1. Połączenie: - „Wait Your Turn” - „Live Your Life” - „Run This Town” 2. „Umbrella” |

### Notki
- „Russian Roulette” nie było wykonywane podczas koncertów w Izraelu, Grecji, Turcji i Hiszpanii.
- „Photographs” zostało wyłączone z setlisty po koncercie w Arnhem, w Holandii.
- 21 lipca 2010 na arenie Staples Center w Los Angeles, Rihanna i Eminem wspólnie wykonali „Love the Way You Lie”[28].
- „Wonderwall” nie było wykonywane w Laredo, w Teksasie.
- 25 lipca 2010 roku w San Antonio, 25 lipca 2010 roku w St. Augustine, w stanie Floryda, 31 lipca 2010 roku na Miami, w stanie Floryda, 14 lipca 2010 roku w Albuquerque, w stanie Nowy Meksyk, 5 sierpnia 2010 roku w Toronto, w stanie Ontario, 20 sierpnia 2010 roku w Bristow, w stanie Virginia, 21 sierpnia 2010 roku w Herszty, w stanie Pensylwania i 25 sierpnia 2010 roku w Clarkston, w stanie Michigan Travis McCoy nie brał udziału w otwarciu trasy, pozostawił tym samym Keshę samą.
- 22 lipca 2010 roku w Tucson w amfiteatrze AVA „Russian Roulette”, „Fire Bomb”, „Rockstar 101” i „Wonderwall” nie były grane. Ze względu na małą przestrzeń, w „Shut Up And Drive” nie wykorzystano samochodu, wiszące karabiny w „Te Amo” i białe klatki obecne w „Don’t Stop The Music” i „Breakin’ Dishes” nie były dostępne. Ponadto dzięki konfliktom wynikającym w organizacji Kesha nie supportowała koncertu.
- 22 sierpnia 2010 roku w Clarkston, w stanie Michigan nie wykorzystano karabinów oraz białych klatek jako rekwizytów.
- 7, 12, 15, 18, 20, 22, i 28 sierpnia 2010 roku „Wonderwall” nie było wykonywane.
- 28 sierpnia 2010 roku w mieście Syracuse, w stanie Nowy Jork „Wonderwall” i „Rehab” nie były wykonywane.

## Koncerty

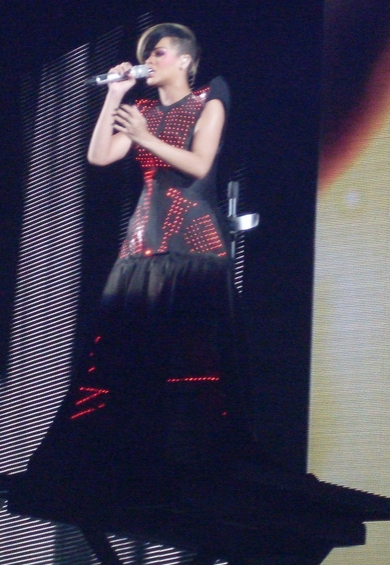
Fenty rozpoczynająca trasę utworem „Russian Roulette”.

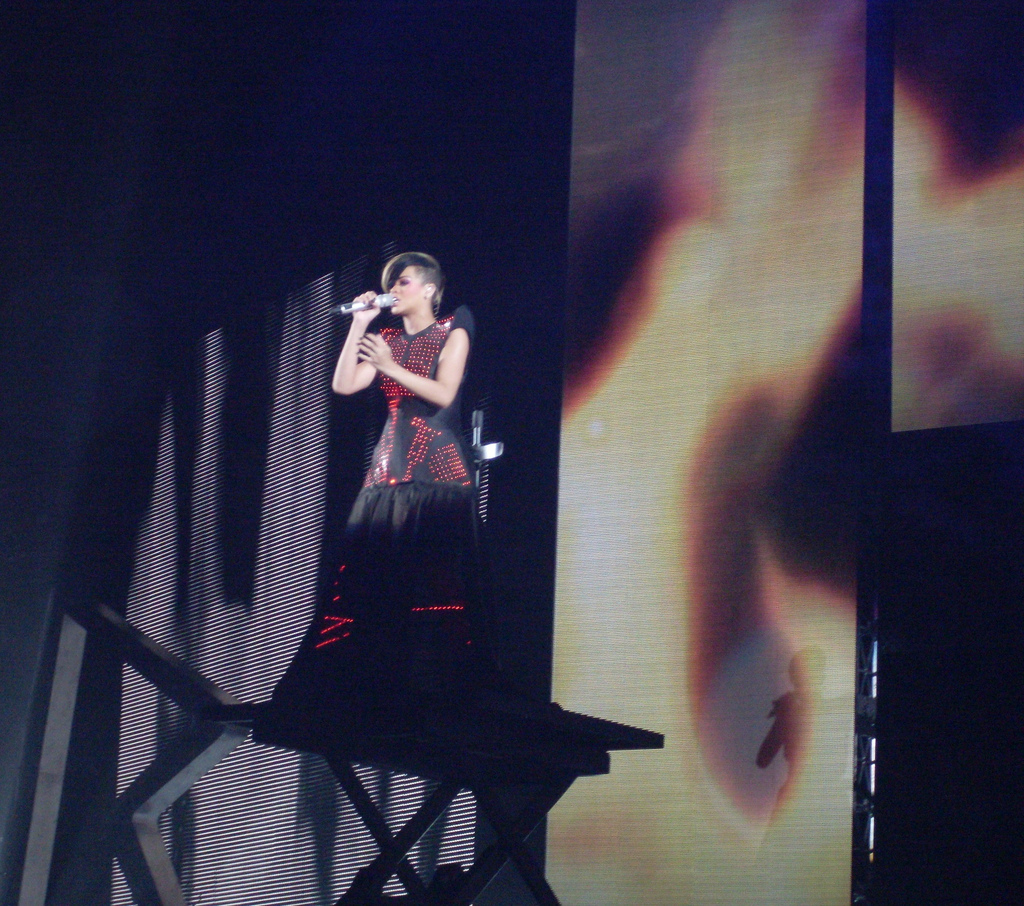
Artystka podczas koncertu w Belgii.

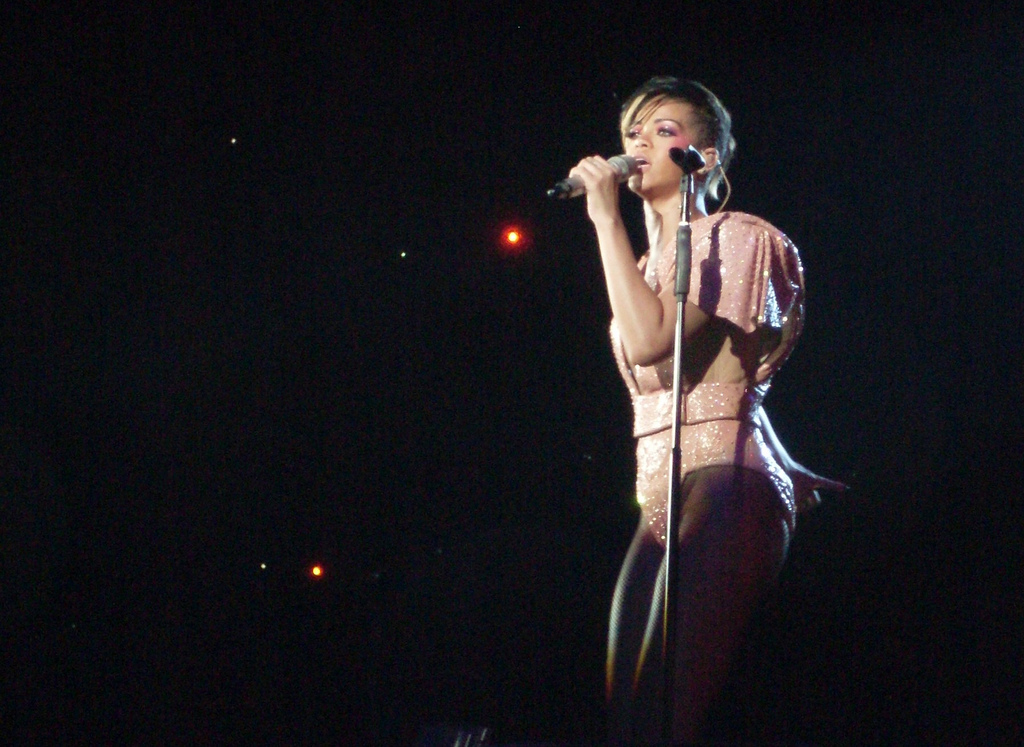
Robyn w „Fire Bomb”.

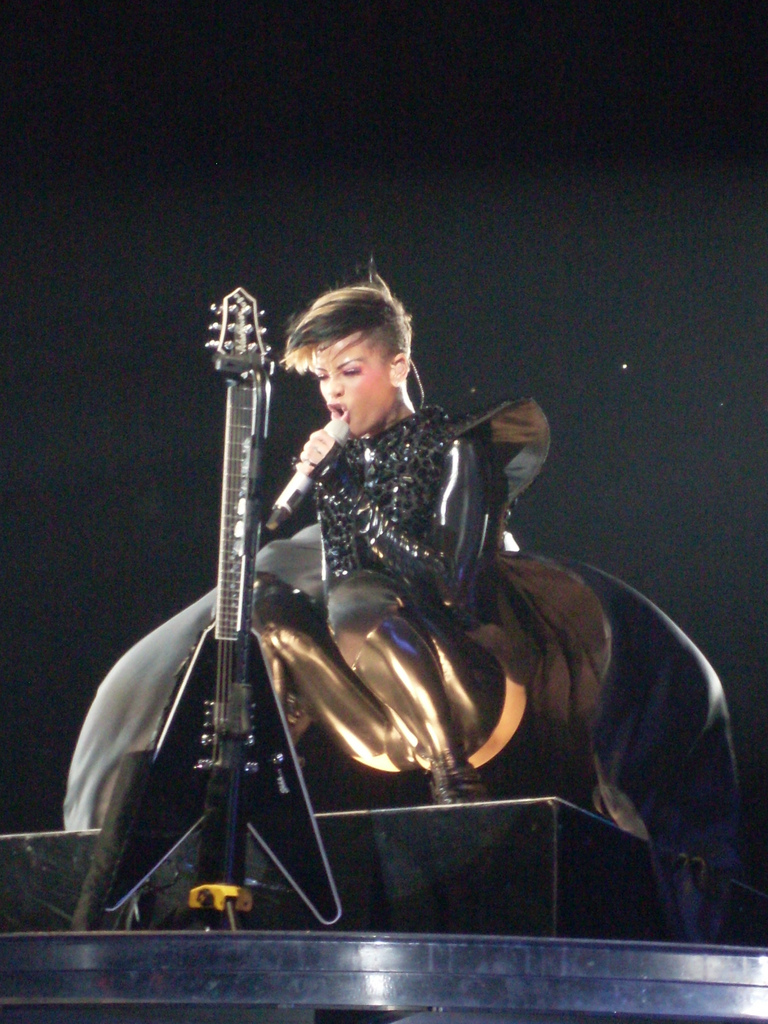
„Rockstar 101”.

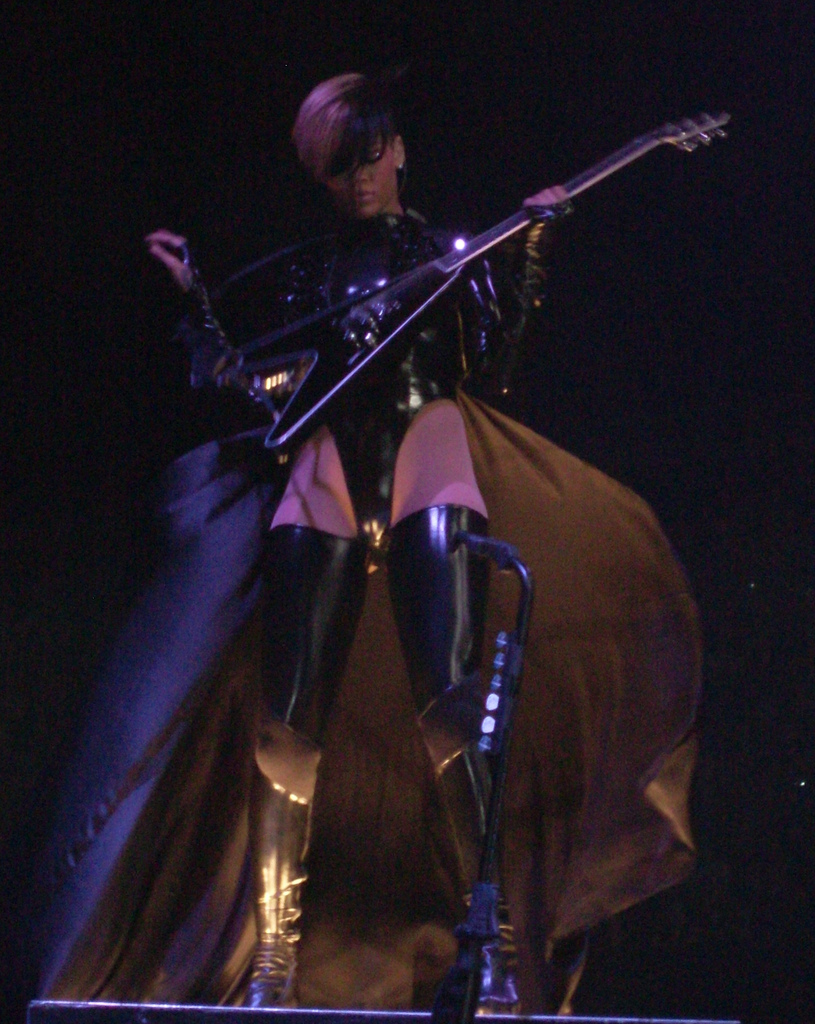
Artystka grająca na gitarze.

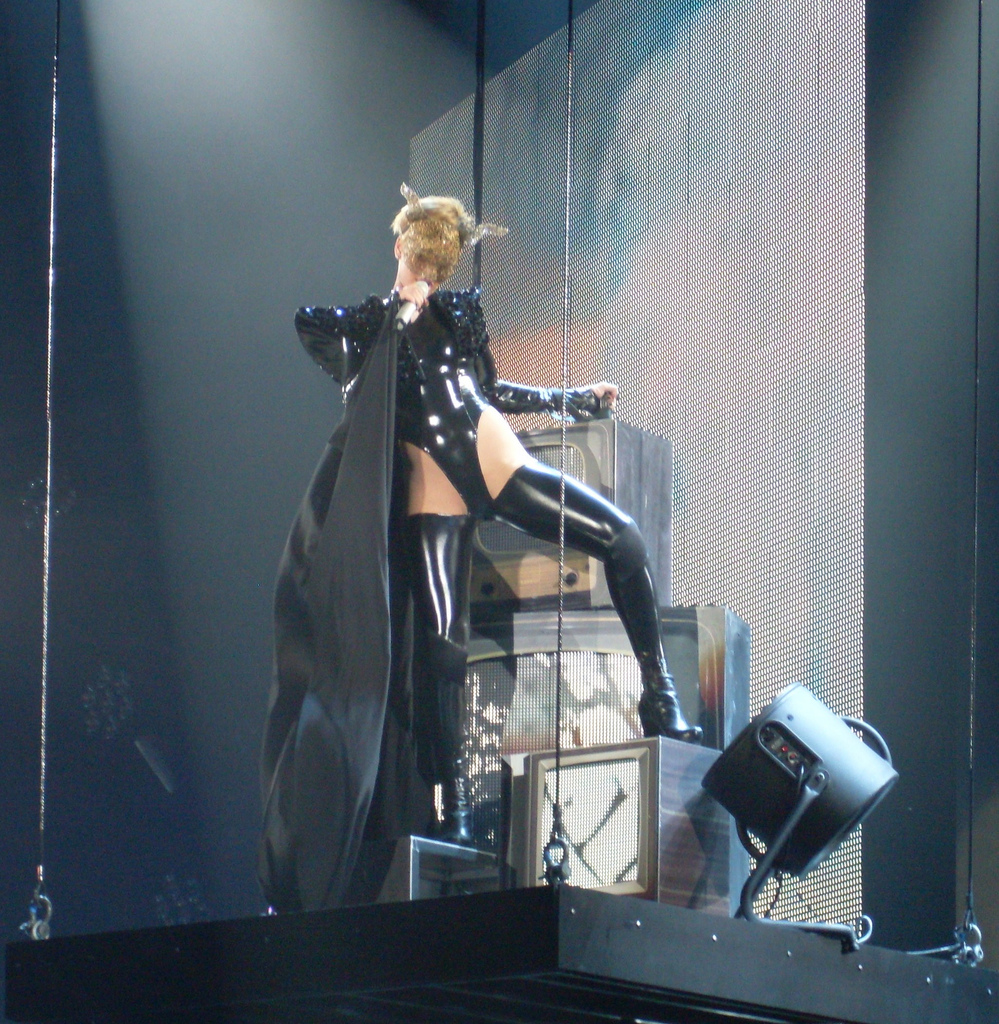
Wokalistka obalająca głośniki w „Rude Boy”.

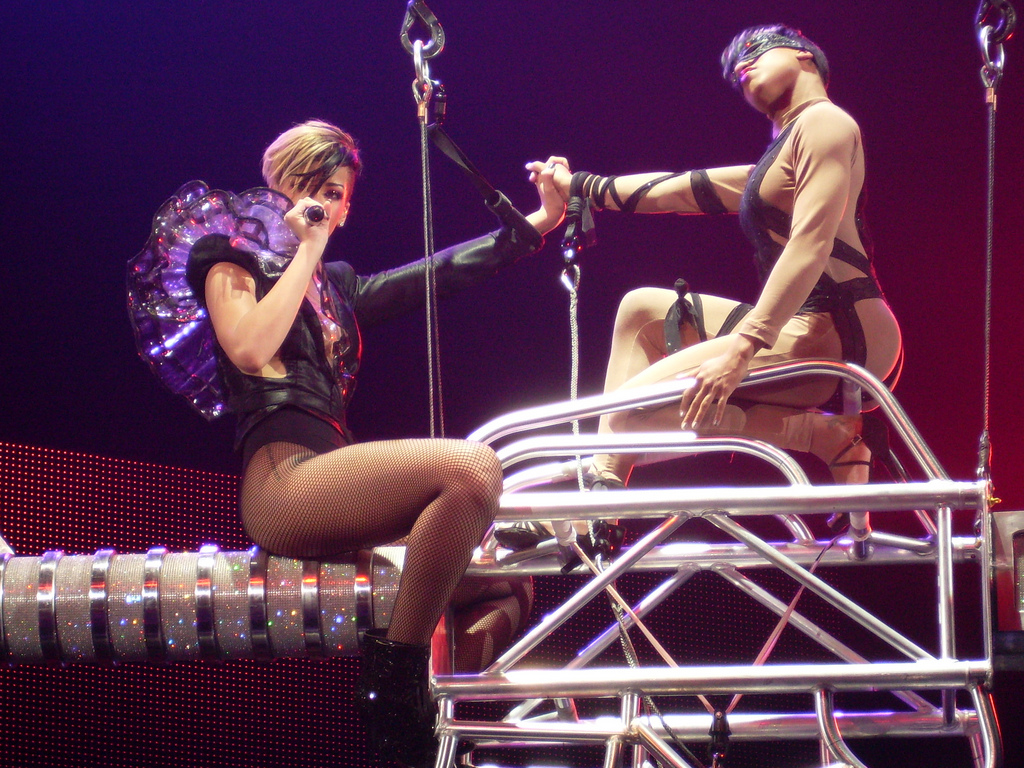
Rihanna śpiewając „Te Amo”.

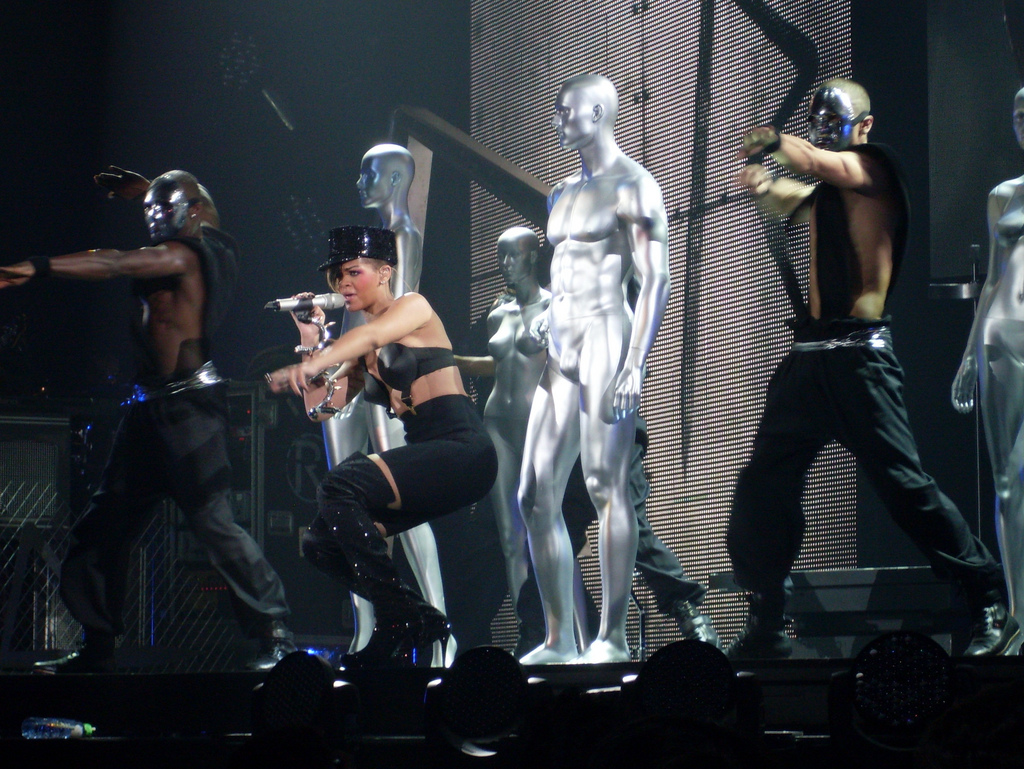
Artystka z manekinami podczas „Wait Your Turn”.

| Data              | Miasto              | Państwo           | Miejsce                                     |
| ----------------- | ------------------- | ----------------- | ------------------------------------------- |
| Europa            |                     |                   |                                             |
| 16 kwietnia 2010  | Antwerpia           | Belgia            | Sportpaleis Antwerp                         |
| 17 kwietnia 2010  | Arnhem              | Holandia          | GelreDome XS                                |
| 19 kwietnia 2010  | Zurych              | Szwajcaria        | Hallenstadion                               |
| 20 kwietnia 2010  | Lyon                | Francja           | Halle Tony Garnier                          |
| 21 kwietnia 2010  | Marsylia            | Francja           | Le Dôme de Marseille                        |
| 23 kwietnia 2010  | Frankfurt nad Menem | Niemcy            | Festhalle Frankfurt nad Menem               |
| 25 kwietnia 2010  | Oberhausen          | Niemcy            | König Pilsener Arena                        |
| 27 kwietnia 2010  | Genewa              | Szwajcaria        | SEG Geneva Arena                            |
| 28 kwietnia 2010  | Paryż               | Francja           | Palais Omnisports de Paris-Bercy            |
| 1 maja 2010       | Hamburg             | Niemcy            | O2 World Hamburg                            |
| 2 maja 2010       | Berlin              | Niemcy            | O2 World                                    |
| 4 maja 2010       | Esch-sur-Alzette    | Luksemburg        | Rockhal                                     |
| 7 maja 2010       | Birmingham          | Anglia            | National Exhibition Centre                  |
| 8 maja 2010       | Liverpool           | Anglia            | Echo Arena Liverpool                        |
| 10 maja 2010      | Londyn              | Anglia            | The O2 Arena                                |
| 11 maja 2010      | Londyn              | Anglia            | The O2 Arena                                |
| 13 maja 2010      | Sheffield           | Anglia            | Sheffield Arena                             |
| 14 maja 2010      | Nottingham          | Anglia            | National Ice Centre                         |
| 16 maja 2010      | Manchester          | Anglia            | Manchester Evening News Arena               |
| 17 maja 2010      | Newcastle upon Tyne | Anglia            | Metro Radio Arena                           |
| 19 maja 2010      | Glasgow             | Szkocja           | Scottish Exhibition and Conference Centre   |
| 20 maja 2010      | Glasgow             | Szkocja           | Scottish Exhibition and Conference Centre   |
| 22 maja 2010      | Dublin              | Irlandia          | The O2Arena                                 |
| 23 maja 2010A     | Bangor              | Walia             | Vaynol                                      |
| 24 maja 2010      | Belfast             | Irlandia Północna | Odyssey Arena                               |
| 26 maja 2010      | Dublin              | Irlandia          | The O2                                      |
| Azja              |                     |                   |                                             |
| 30 maja 2010      | Tel Awiw-Jafa       | Izrael            | Bloomfield Stadium                          |
| Europa            |                     |                   |                                             |
| 1 czerwca 2010    | Ateny               | Grecja            | Karaiskakis Stadium                         |
| 3 czerwca 2010    | Stambuł             | Turcja            | Turkcell Kuruçeşme Arena                    |
| 5 czerwca 2010B   | Madryt              | Hiszpania         | Arganda del Rey                             |
| 6 czerwca 2010C   | Londyn              | Anglia            | Wembley Stadium                             |
| Ameryka Północna  |                     |                   |                                             |
| 4 lipca 2010      | Vancouver           | Kanada            | General Motors Place                        |
| 5 lipca 2010      | Penticton           | Kanada            | South Okanagan Events Centre                |
| 6 lipca 2010      | Calgary             | Kanada            | Pengrowth Saddledome                        |
| 9 lipca 2010      | Sacramento          | Stany Zjednoczone | ARCO Arena                                  |
| 10 lipca 2010     | Mountain View       | Stany Zjednoczone | Shoreline Amphitheatre                      |
| 14 lipca 2010     | Albuquerque         | Stany Zjednoczone | The Pavilion                                |
| 17 lipca 2010     | Las Vegas           | Stany Zjednoczone | Mandalay Bay Events Center                  |
| 18 lipca 2010     | Anaheim             | Stany Zjednoczone | Honda Center                                |
| 21 lipca 2010     | Los Angeles         | Stany Zjednoczone | Staples Center                              |
| 22 lipca 2010     | Tucson              | Stany Zjednoczone | AVA Amphitheater                            |
| 24 lipca 2010     | Laredo              | Stany Zjednoczone | Laredo Energy Arena                         |
| 25 lipca 2010     | San Antonio         | Stany Zjednoczone | AT&T Center                                 |
| 28 lipca 2010     | Atlanta             | Stany Zjednoczone | Philips Arena                               |
| 30 lipca 2010     | Tampa               | Stany Zjednoczone | 1-800-ASK-GARY Amphitheatre                 |
| 31 lipca 2010     | Miami               | Stany Zjednoczone | American Airlines Arena                     |
| 5 sierpnia 2010   | Toronto             | Kanada            | Molson Amphitheatre                         |
| 7 sierpnia 2010   | Montreal            | Kanada            | Bell Centre                                 |
| 8 sierpnia 2010   | Mansfield           | Stany Zjednoczone | Comcast Center                              |
| 11 sierpnia 2010  | Uncasville          | Stany Zjednoczone | Mohegan Sun Arena                           |
| 12 sierpnia 2010  | Nowy Jork           | Stany Zjednoczone | Madison Square Garden                       |
| 14 sierpnia 2010  | Atlantic City       | Stany Zjednoczone | Borgata Events Center                       |
| 15 sierpnia 2010  | Wantagh             | Stany Zjednoczone | Nikon at Jones Beach Theater                |
| 18 sierpnia 2010  | Camden              | Stany Zjednoczone | Susquehanna Bank Center                     |
| 20 sierpnia 2010  | Bristow             | Stany Zjednoczone | Jiffy Lube Live                             |
| 21 sierpnia 2010  | Hershey             | Stany Zjednoczone | The Star Pavilion at Hersheypark Stadium    |
| 22 sierpnia 2010  | Clarkston           | Stany Zjednoczone | DTE Energy Music Theatre                    |
| 25 sierpnia 2010  | Chicago             | Stany Zjednoczone | United Center                               |
| 28 sierpnia 2010D | Syracuse            | Stany Zjednoczone | Mohegan Sun Grandstand                      |
| Australia         |                     |                   |                                             |
| 25 lutego 2011    | Brisbane            | Australia         | Brisbane Entertainment Centre               |
| 26 lutego 2011    | Złote Wybrzeże      | Australia         | Gold Coast Convention and Exhibition Centre |
| 28 lutego 2011    | Newcastle           | Australia         | Newcastle Entertainment Centre              |
| 4 marca 2011      | Sydney              | Australia         | Acer Arena                                  |
| 5 marca 2011      | Sydney              | Australia         | Acer Arena                                  |
| 7 marca 2011      | Melbourne           | Australia         | Rod Laver Arena                             |
| 8 marca 2011      | Melbourne           | Australia         | Rod Laver Arena                             |
| 10 marca 2011     | Adelaide            | Australia         | Adelaide Entertainment Centre               |
| 12 marca 2011     | Perth               | Australia         | Burswood Dome                               |

Festiwale i inne
A Ten koncert jest częścią Radio 1's Big Weekend Music Festival.
B Ten koncert jest częścią the Rock in Rio Madrid 2010 Festival.
C Ten koncert jest częścią Capital FM’s Summertime Ball.
D Ten koncert jest częścią Great New York State Fair.
Anulowane i zmienione koncerty
- 2 lipca 2010: White River Amphitheatre, Auburn, Washington.
- 12 lipca 2010: USANA Amphitheatre, Salt Lake City, Utah.
- 15 lipca 2010 Comfort Dental Ampitheatre, Greenwood Village
- 22 lipca 2010: Cricket Wireless Pavilion, Phoenix, Arizona. Zmienione miejsce na AVA Amphitheater, Tucson, Arizona.
- 24 lipca, 2010: Superpages.com Center, Dallas, Texas. Zmienione miejsce na Laredo Energy Arena, Laredo, Texas
- 28 lipca 2010: Philips Arena, Atlanta, Georgia.
- 3 sierpnia 2010: Verizon Wireless Music Center, Noblesville, Indiana.

## Sprzedaż biletów
| Miejsce                          | Miasto        | Bilety sprzedane / Dostępne | Przychody brutto |
| -------------------------------- | ------------- | --------------------------- | ---------------- |
| Sportpaleis                      | Antwerp       | 15 653 / 15 862 (99%)       | 889 266 $        |
| Palais Omnisports de Paris-Bercy | Paryż         | 15 733 / 16 348 (96%)       | 1 184 640 $      |
| O2 World Hamburg                 | Hamburg       | 7 927 / 11 589 (68%)        | 586 496 $        |
| LG Arena                         | Birmingham    | 12 909 / 14 998 (86%)       | 812 909 $        |
| Echo Arena                       | Liverpool     | 10 581 / 10 581 (100%)      | 654 120 $        |
| The O2                           | Londyn        | 30 813 / 33 018 (93%)       | 1 905 800 $      |
| Sheffield Arena                  | Sheffield     | 8 091 / 10 140 (80%)        | 506 019 $        |
| Trent FM Arena Nottingham        | Nottingham    | 8 022 / 9 567 (84%)         | 496 754 $        |
| Manchester Evening New Arena     | Manchester    | 12 678 / 13 631 (93%)       | 773 704 $        |
| Metro Radio Arena                | Newcastle     | 8 258 / 9 757 (85%)         | 503 928 $        |
| The O2                           | Dublin        | 21 535 / 24 078 (89%)       | 1 198 040 $      |
| Odyssey Arena                    | Belfast       | 9 286 / 9 286 (100%)        | 529 312 $        |
| ARCO Arena                       | Sacramento    | 15 265 / 15 329 (99%)       | 1 023 842 $      |
| Shoreline Amphitheatre           | Mountain View | 19 678 / 22 000 (89%)       | 1 394 200 $      |
| The Pavilion                     | Albuquerque   | 15 000 / 15 000 (100%)      | 988 564 $        |
| Staples Center                   | Los Angeles   | 19 992 / 19 992 (100%)      | 1 359 456 $      |
| Molson Amphitheatre              | Toronto       | 14 711 / 14 711 (100%)      | 882 941 $        |
| Bell Centre                      | Montreal      | 10,778 / 10,778 (100%)      | 785 707 $        |
| Madison Square Garden            | Nowy Jork     | 14 331 / 14 331 (100%)      | 1 271 547 $      |
| Hersheypark Stadium              | Hershey       | 11 400 / 14 567 (78%)       | 469 285 $        |
| DTE Energy Music Theatre         | Clarkston     | 14 381 / 14 381 (100%)      | 535 276 $        |
| RAZEM                            | RAZEM         | 297 022 / 319 944 (93%)     | 18 751 806 $     |

## Personnel
| Management Rebel One, LLC: - Marc Jordan - Christa Shaub - Ian McEvily - Mecia Hollar - Zsuzsa Cook - Ali DiEmidio - Gina Pappera-Ewing Creative Direction - Jamie King (Dyrektor pokazu/trasy) - Rihanna (Dyrektor pokazu/trasy) - Carla Kama (Asystent dyrektora pokazu) - Simon Henwood (Dyrektor trasy) - Tee Lapan, Fannie Schiavoni (Asystent dyrektora trasy) - Tina Landon (Choreograf) - Jason Myhre (Asystent choreografa) - Tanisha Scott (Choreograf) - DonDraico Johnson, Jose Ramos (Asystent choreografa) - Dreya Weber (Choreograf powietrzny) - Alfred Kendrick (Konsultant Capoeirrry) - Gemma Nguyen (Konsultant materiałów) Dancers - Chase Benz (Kapitan) - Reina Hidalgo (Kapitan powietrzny) - Whyley Yoschimura (Tancerz swingowy) - Tracy Shibata - Bryan Tanaka - Khasan Brailsford - Oren Michaeli Stylists and Assistant - Mariel Haenn (Stylista) - Robert Zangardi (Stylista) - Ursula Stephen (Włosy) - Karin Darnell and Maylah Morales (Make-up) - Jennifer Rosales (Asystentka Rihanny) The Band - Tony Bruno (Dyrektor muzyczny) - Eric Smith (Lider zespołu/Bas) - Nuno Bettencourt (Gitara prowadząca) - Adam Ross (Gitara) - Chris Johnson (Perkusja) - Kevin Hastings (Klawisze prowadzące) - Hannah Vasanth (Klawisze) Backgroup Vocals - Ashleigh Haney - Kim Ince | Production Crew - Chris Lamb (Producent trasy) - Vicki Huxel (Asystent producenta) - TJ Thompson (Menedżer sceny) - Thomas Reitz (Menedżer trasy) - Jean Paul Firmin (Menedżer jazdy) - Mark Aurelio (Zarządca) - Ted Schroeder (Główny zarządca hydrauliki) - Patrick Harbin (Carpenter/Hydraulics) - Joe Bodner, Jason De Leu, Bobby Marshall, Aaron Broderick (Zarządca) - Jorge Guadalupe (Producent pokazu) - Steven Aleff (Realizator dźwiękowy) - Clate Stewart (Organizacja) - Chris Achzet (Nauczyciel perkusji) - Tommy Simpson, David Barrera (Nauczyciel gitary) - Dan Roe (Nauczyciel klawiszy) - Ian Tucker (Główny oświetleniowiec) - Jesse Blevins (Oświetleniowiec) - Chris Sabelleck, Todd Erickson, Kris Lundberg, Todd Erickson (Nauczyciel od oświetlenia) Katering - Fancky Boullet - Charles Amos - Kelvyn Mackenzie - Marcus Jones - Scott Findlay - Renette Cronje |